# Universitätsklinikum Krems
Das Universitätsklinikum Krems ist ein von der Landesgesundheitsagentur geführtes Krankenhaus am Mitterweg 10 in Krems. Das Klinikum ist mit zwölf Klinischen Abteilungen und fünf Klinischen Instituten eine wichtige regionale Gesundheitseinrichtung. Es verfügt über ca. 469 Betten und beschäftigt 1.206 Mitarbeiter. Der Standort Krems ist Teil der Region NÖ Mitte, die größte der fünf Versorgungsregionen in Niederösterreich. Als einer der Standorte der Karl Landsteiner Privatuniversität für Gesundheitswissenschaften sowie als Lehrkrankenhaus der Medizinischen Universität Wien und der IMC Krems hat das Klinikum einen hohen Stellenwert für Ausbildung und Forschung.
Die Kliniken Krems, St. Pölten und Tulln sind Teil des Universitätsklinikverbund der Karl Landsteiner Privatuniversität für Gesundheitswissenschaften (KL). An den 3 Universitätsklinik-Standorten wird neben Patientenversorgung auch klinische Forschung und Lehre betrieben.

## Geschichte
Das Kremser Spital wurde 1852 eröffnet und 1856 ein öffentliches Krankenhaus. Davor war es in der Spitalgasse in der Innenstadt angesiedelt. Aber durch das rasche Wachstum der Stadt und aus hygienischen Gründen, wurde es in der Vorstadt Hohenstein am damaligen Stadtrand, neu errichtet.
1955 wurde im Krankenhaus eine Blutbank eingerichtet. Im September 1982 ist der Neubau des Universitätsklinikums als Schwerpunkt-Krankenhaus eröffnet worden, wodurch die Klinik die Versorgungsstufe zwei erreichte. Am 1. September 1983 wurde der Rettungshubschrauber Christophorus 2 in Krems dauerhaft stationiert und ist damit der zweitälteste Standort Österreichs. 1987 ist direkt vor dem Krankenhaus ein unterirdischer Hangar für den Rettungshubschrauber errichtet worden. Aufgrund der geplanten Erweiterung des Universitätsklinikums und des damit verbundenen Flächenbedarfs, wurde 2014 für den Rettungshubschrauber ein neuer Stützpunkt am Flugplatz Krems-Langenlois errichtet. Allerdings übersiedelte der Stützpunkt bereits im Folgejahr am Flugplatz Krems in Gneixendorf.

## Organisation
Rechtsträger des Universitätsklinikums Krems ist die Landesgesundheitsagentur.
Die Klinikleitung für das Universitätsklinikums Krems setzt sich zusammen aus
- Ärztliche Direktorin: Andrea Zauner-Dungl
- Pflegedirektorin: Regina Kern
- Kaufmännischer Direktor: Roman Semler

### Abteilungen
- Anästhesie und Intensivmedizin
- Allgemein- und Thoraxchirurgie
- Gynäkologie und Geburtshilfe
- Hals-, Nasen- und Ohrenabteilung
- Innere Medizin 1
- Innere Medizin 2
- Kinder- und Jugendheilkunde
- Institut für Medizinisch-Chemische Labordiagnostik
- Orthopädie und Traumatologie
- Pneumologie
- Strahlentherapie-Radioonkologie
- Urologie

### Ambulanzen
- Chirurgische Ambulanz
- Anästhesiologie und Intensivmedizin Ambulanz
- Gynäkologische Ambulanz
- Hals-, Nasen- und Ohrenambulanz
- Innere Medizin 1 Ambulanz
- Innere Medizin 2 Ambulanz
- Kinder- und Jugendambulanz
- Orthopädische und Traumatologische Ambulanz
- Pneumologische Ambulanz
- Pathologische Ambulanz
- Physikalische Medizin und Rehabilitation
- Radioonkologische Ambulanz
- Urologische Ambulanz

## Klinische Institute
- Medizinisch-Chemische Labordiagnostik
- Pathologie
- Physikalische Medizin und Rehabilitation
- Radiologie
- Präventiv- und Angewandte Sportmedizin - IPAS